# Maillane
Maillane település Franciaországban, Bouches-du-Rhône megyében. Lakosainak száma 2779 fő (2022. január 1.). Maillane Eyragues, Graveson, Saint-Étienne-du-Grès és Saint-Rémy-de-Provence községekkel határos.

## Népesség
A település népességének változása:
| Lakosok száma | 1472 | 1571 | 1664 | 2092 | 2465 | 2518 | 2582 | 2667 | 2705 | 2779 |
|               | 1968 | 1982 | 1990 | 2006 | 2013 | 2015 | 2017 | 2019 | 2020 | 2022 |